# Lamerdingen
Lamerdingen è un comune tedesco di 1 820 abitanti, situato nel land della Baviera.